# اریکا (مارش)
اریکا یک مارش نظامی متعلق به آلمان نازی است. این سرود در برهه اول با ارتش آلمان، به ویژه ارتش آلمان نازی ربط دارد. این سرود توسط هرمس نیل[en] سروده، در سال ۱۹۳۸ منتشر شد و به زودی در جنگ دوم جهانی توسط سربازان ورماخت استفاده شد. سرود اریکا بارها در طول رویدادهای عمومی و فستیوال‌های حزب ناسیونال سوسیالیسم آلمان پخش شد. به گفته کهنه سرباز، تاریخ‌دان و نویسنده بریتانیایی، سرلشکر مایکل تیلوتسون، این مارش محبوب‌ترین و پراستفاده‌ترین آهنگ راهپیمایی نظامی آلمان نازی در طول جنگ دوم جهانی بود. این سرود در دوران پس از سقوط حزب نازی نیز استفاده می‌شود.

## تاریخچه

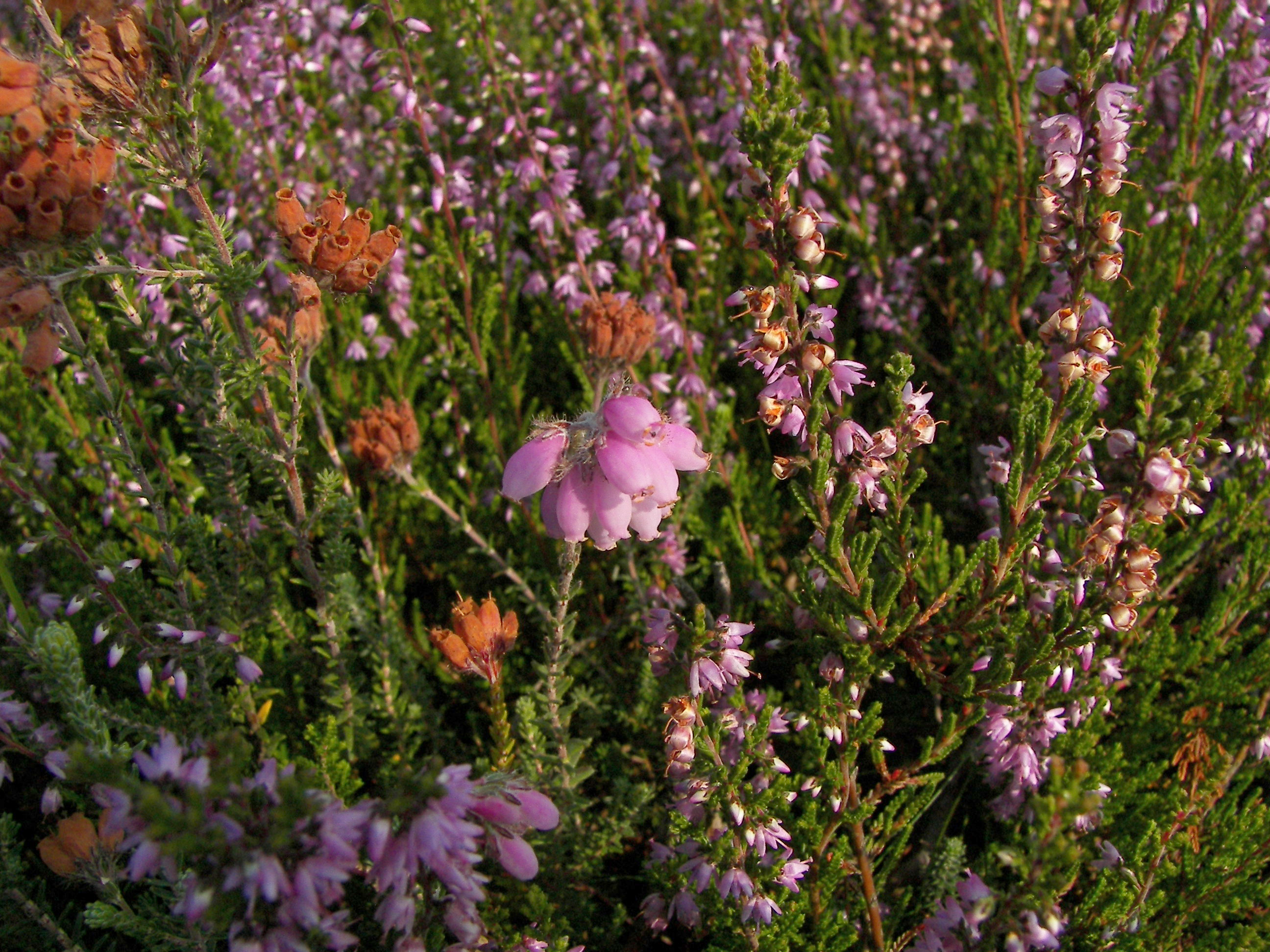
گل اریکا

اریکا هم یک نام رایج آلمانی برای زنان و هم اسم آلمانی گل خلنگ است. شعر و ملودی این آهنگ توسط هرمس نیل، آهنگساز آلمانی نوشته شده‌است. سال دقیق پیدایش آهنگ مشخص نیست. اغلب تاریخ این مارش به عنوان حدود ۱۹۳۰ ذکر می‌شود، اما این ادعای تاریخی هرگز ثابت نشده‌است. این آهنگ ابتدا در سال ۱۹۳۸ توسط شرکت انتشارات موسیقی کارل لوییس اورتل[de] در گروسبورگودل منتشر شد. قبل از جنگ محبوبیت زیادی داشت.

## ترجمه متن[۴]
گلی کوچک شکوفه می‌دهد در خارزار
|و اسمش هست: اریکا
با اشتیاق، صدهزار زنبور کوچک
می‌چرخند؛ دور اریکا
(زنبورها می‌چرخند) برای قلبش؛ که بسیار شیرین است.
و عطر لطیفی از لباس شکوفه ای اش پخش می‌شود
گلی کوچک شکوفه می‌دهد در خارزار
و اسمش هست: اریکا
دوشیزه‌ای جوان زندگی می‌کند در خانه
و اسمش هست: اریکا
آن دختر عزیزک وفادارم است
و خوشی من، اریکا
وقتی کالونا ارغوانی شکوفه می‌دهد
من به استقبالش این سرود را می‌خوانم
گلی کوچک شکوفه می‌دهد در خارزار
و اسمش هست: اریکا
گلی کوچک شکوفه می‌دهد در اتاق من
و اسمش هست: اریکا
پیش از این شکوفه‌اش در طلوع و غروب
نگاهم می‌کند، اریکا
و این نگاه طوری است که انگار بلند می‌پرسد:
"آیا فکر می‌کنی به یاد نامزدت؟"
دوشیزه‌ای برای تو می‌گرید در خانه
و اسمش هست: اریکا